# Natschalowo
Natschalowo (russisch Нача́лово) ist ein Dorf (selo) in der Oblast Astrachan in Russland mit 5451 Einwohnern (Stand 14. Oktober 2010).

## Geographie
Der Ort liegt im Wolgadelta, gut 10 km Luftlinie östlich des Zentrums des Oblastverwaltungszentrums Astrachan, in das es über dazwischen liegende Ortschaften faktisch nahtlos übergeht. Er befindet sich am rechten Ufer des größeren Wolga-Armes Bolda; durch den Ort fließt der schmale Arm (jerik) Tscherepacha (wörtlich „Schildkröte“).
Natschalowo ist Verwaltungszentrum des Rajons Priwolschski sowie Sitz der Landgemeinde (selskoje posselenije) Natschalowski selsowet, zu der außerdem das Dorf Jamanzug (3 km nordöstlich) und die Siedlungen Boldinski (5 km ostsüdöstlich), Iwanowski (7 km östlich), Natschalo (5 km südöstlich), Nowonatschalowski (westlich anschließend) und Sadowy (5 km nordwestlich) gehören.

## Geschichte
Der Ort entstand 1771 während der Urbarmachung von Landstrichen des Wolgadeltas unter dem Statthalter Nikita Beketow auf Befehl der Kaiserin Katharina II. Da es sich um den ersten dort errichteten Ort handelte, erhielt er die Bezeichnung Natschalowo von russisch natschalo für „Beginn“. Inoffiziell wurde das Dorf bis ins 20. Jahrhundert nach dem Wolgaarm auch als Tscherepacha Natschalowo bezeichnet. Es gehörte zum Ujesd Astrachan, ab 1785 Teil der Statthalterschaft Kaukasus, ab 1796 des Gouvernements Astrachan.
Nach Einführung der Rajongliederung in der sowjetischen Periode gehörte Natschalowo zuletzt zum Narimanowski rajon, bevor am 20. Oktober 1980 sein links des Wolga-Hauptarmes, überwiegend östlich der Stadt Astrachan gelegener Teil als neuer Priwolschski rajon (etwa „Rajon an der Wolga“) ausgegliedert und der Ort dessen Verwaltungssitz wurde.

### Bevölkerungsentwicklung
| Jahr | Einwohner |
| ---- | --------- |
| 1897 | 1620      |
| 1939 | 5081      |
| 1989 | 3922      |
| 2002 | 4830      |
| 2010 | 5451      |

Anmerkung: Volkszählungsdaten

## Verkehr
Südlich am Ort vorbei verläuft die östliche Umgehungsstraße um die Großstadt Astrachan. Die nächstgelegene Bahnstation befindet sich in Astrachan.